# Rosario Candela

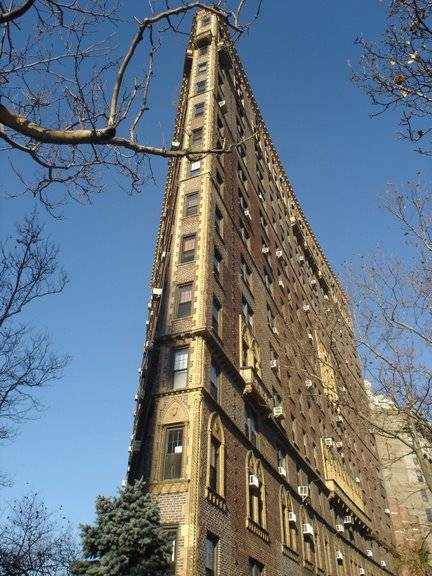
Auch Brooklyn hat ein "Bügeleisen": 47 Plaza Street West von Rosario Candela

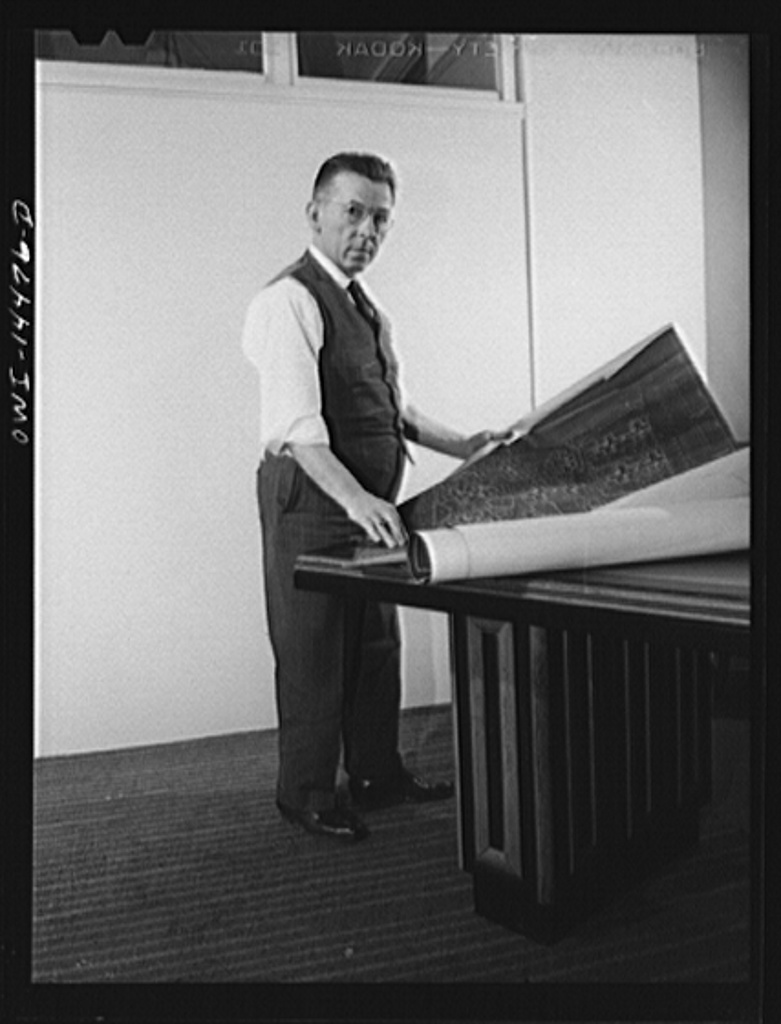
Candela im Januar 1943 mit Entwürfen für öffentlichen Wohnungsbau in Brooklyn

Rosario Candela (* 7. März 1890 in Montelepre, Sizilien; † 3. Oktober 1953 in Mount Vernon (New York)) war ein italo-amerikanischer Architekt.
Seine Eltern waren Josephine Pizzurro und Michele Candela, ein Stuckateur.
Rosario Candela reiste 1906 in New York ein, ging dann jedoch zum Studieren zurück nach Sizilien und kehrte 1909 zurück in die USA.
Die Columbia University nahm Rosario auf und 1915 machte er seinen Abschluss in Architektur. Anschließend arbeitete Candela zunächst kurz als Zeichner für den in Palermo geborenen Architekten Gaetan Ajello. Nach einem weiteren kurzen Zwischenspiel im Büro von Frederick Sterner gründete Candela 1920 seine eigene Firma. Sein erster großer Auftrag war ein Wohnhaus an der Ecke West 92nd Street und Broadway. Im Laufe der nächsten fünf Jahre entwarf Candela eine Reihe von Wohngebäuden an der Upper West Side.
Seine wichtigsten Arbeiten schuf Candela in der zweiten Hälfte der 1920er, als er zahlreiche Wohngebäude in der Upper East Side entwarf. Im Jahr des Börsencrashs 1929 wurden von 27 Entwürfen nur 12 vollendet, darunter die Gebäude 740, 770 und 778 Park Avenue sowie 834 und 1040 Fifth Avenue.

## Werke
- Rosario Candela: The Military Cipher of Commandant Bazeries — An Essay in Decrypting. Cardanus Press, New York 1938, OCLC 814084.
- Rosario Candela: Isomorphism and Its Applications in Cryptanalytics. Cardanus Press, New York 1946, OCLC 708605.